# Montastraea annuligera
Montastraea annuligera är en korallart som först beskrevs av Milne Edwards och Jules Haime 1849.  Montastraea annuligera ingår i släktet Montastraea och familjen Faviidae. Inga underarter finns listade i Catalogue of Life.